# Mungotictis decemlineata
Mungotictis decemlineata (Мангуста вузькосмуга) — вид котовидих родини Фаланукові, ендемічний острова Мадагаскар, де населяє південно-західні сухі листяні ліси. Висотний діапазон проживання: від рівня моря до 125 м. Спостерігався у вторинних лісах, а також на узліссях, але тільки в безпосередній близькості до незайманих лісів.

## Морфологія
Морфометрія. Довжина голови й тіла: 250—350 мм, довжина хвоста: 230—270 мм, вага: 600—700 грамів.

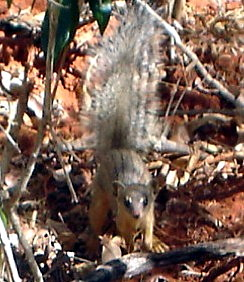

Опис. Хутро досить густе і загалом сіре. Зазвичай є 8—10 вузьких, темних смуг на спині й на боках. Нижня частина тіла бліда. Підошви лап голі, пальці частково перетинчасті. По боках голови й на шиї є пахучі залози. Самки мають одну пару пахових молочних залоз.

## Поведінка
Денний, деревний вид. Протягом ночі тварини сплять у норах, або отворах і в деревах, що впали і в стоячих деревах, а також у подібних притулках. Це соціальний вид; зазвичай перебуває у сімейних групах з 6—8 осіб. Плавають добре. Харчуються переважно комахами, хоча поживою їм також є дрібні хребетні, яйця птахів, безхребетні. Щоб розбити яйце чи дістати слимака, M. decemlineata лягає на бік, затискає об'єкт чотирма лапами й різко підкидає його доти, доки об'єкт не розіб'ється, а вміст може бути випитий. Тварини утворюють стійкі соціальні одиниці. Згуртованість і відносини всередині різноманітні. Як правило, дорослі самці й самки збираються влітку. Взимку відбувається поділ на невеликі підрозділи, такі як тимчасові пари, материнська частина родини, всі самці групи і поодинокі самці.

## Життєвий цикл
Шлюбний сезон триває з грудня по квітень з піком у лютому та березні (літо). Вагітність триває 90—105 днів. Як правило, народжується одне маля вагою 50 грам при народженні. Відлучення від годування молоком відбувається в 2 місяці, але дитинча залишаються з матір'ю аж до 2-х років.

## Загрози та охорона
Вид перебуває під загрозою через перетворення середовища його проживання, лісу, на сільськогосподарські угіддя і пасовища, також загрозами є вибіркові рубки і випадки загибелі від мисливських собак. Відомо, що здичавілі пси полюють на цей вид. Проживає на кількох природоохоронних територіях.